# Stiftskirche Lautenbach

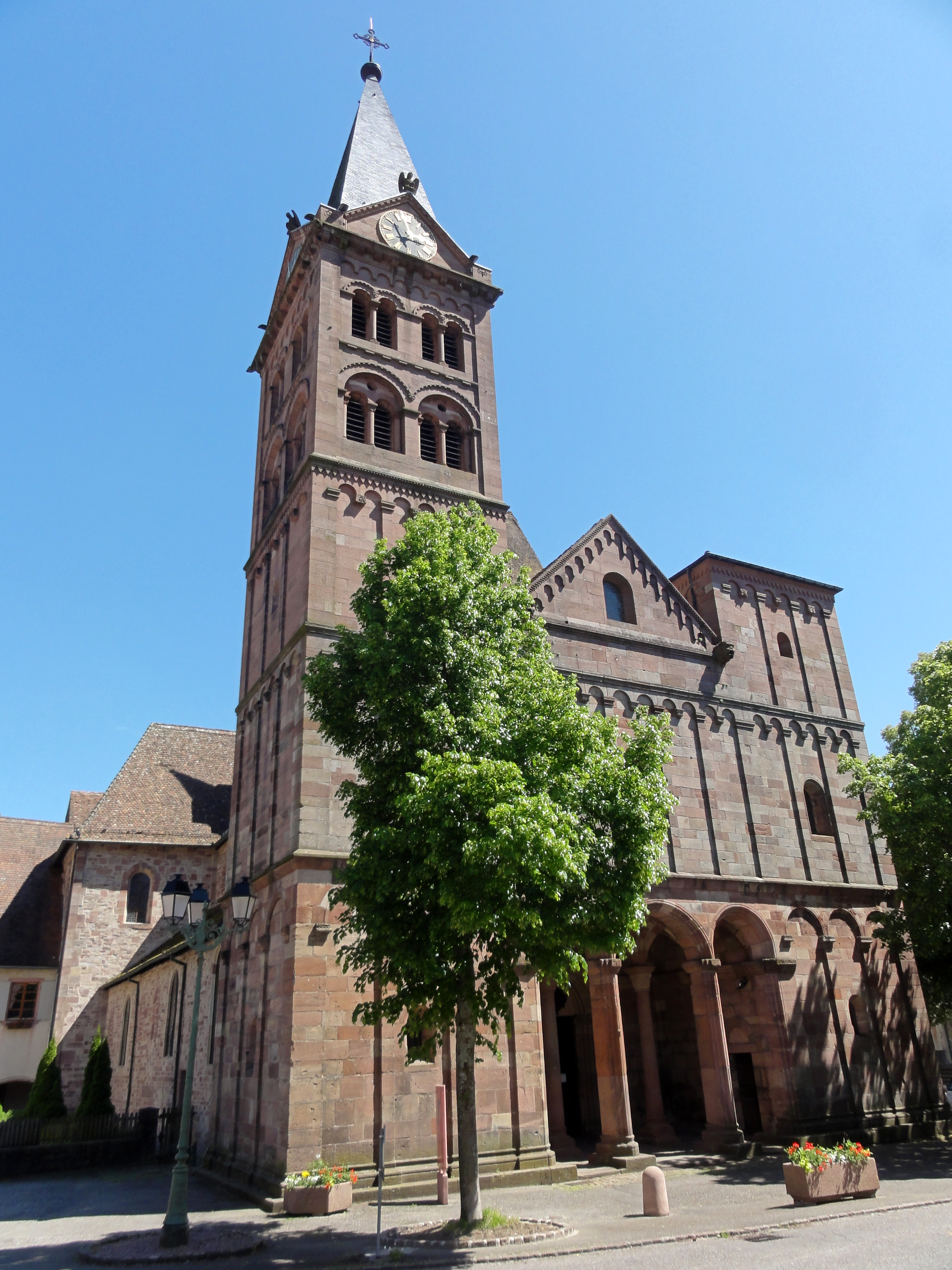
Außenansicht

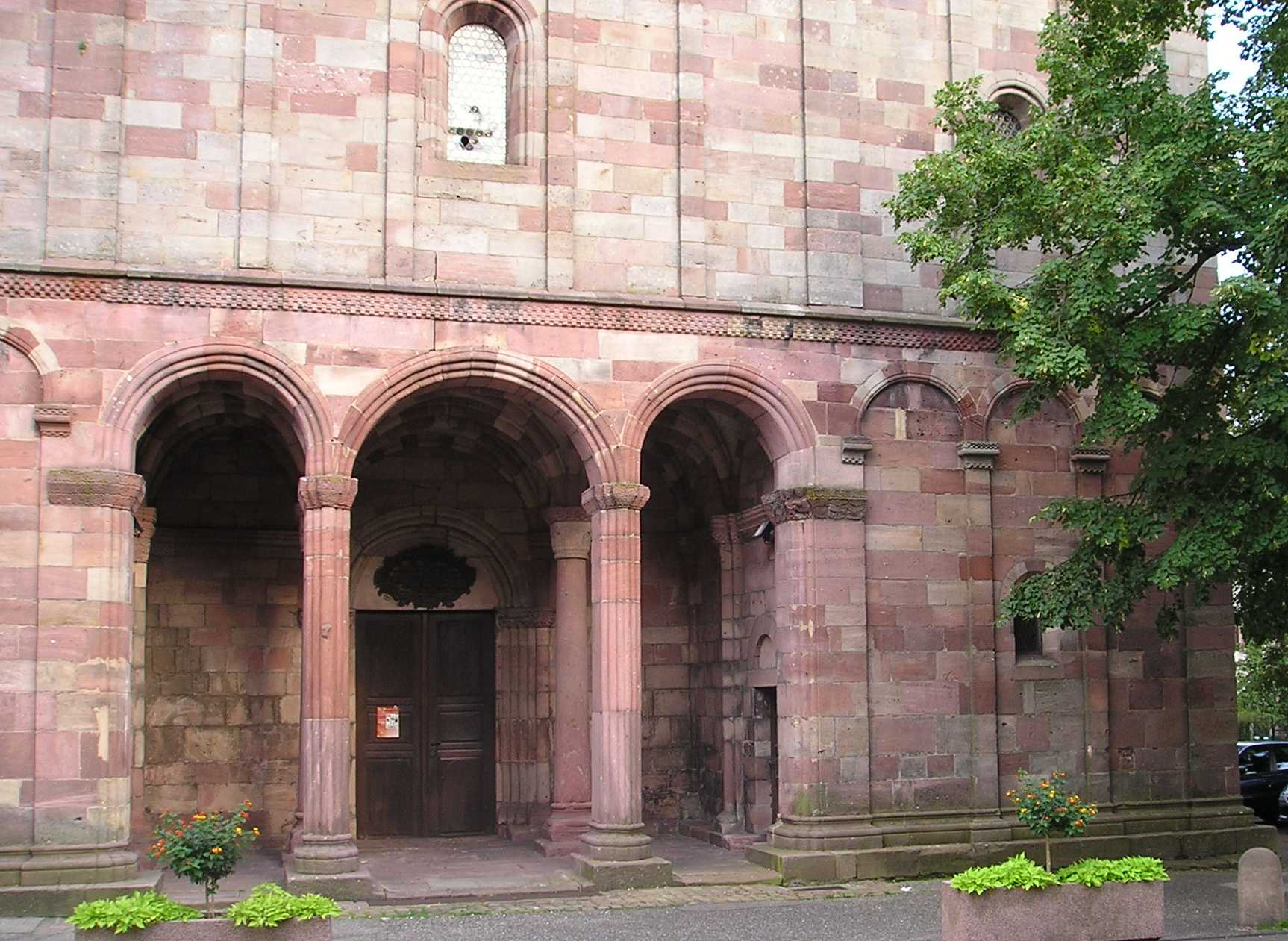
Vorhalle der Stiftskirche Lautenbach im Westwerk

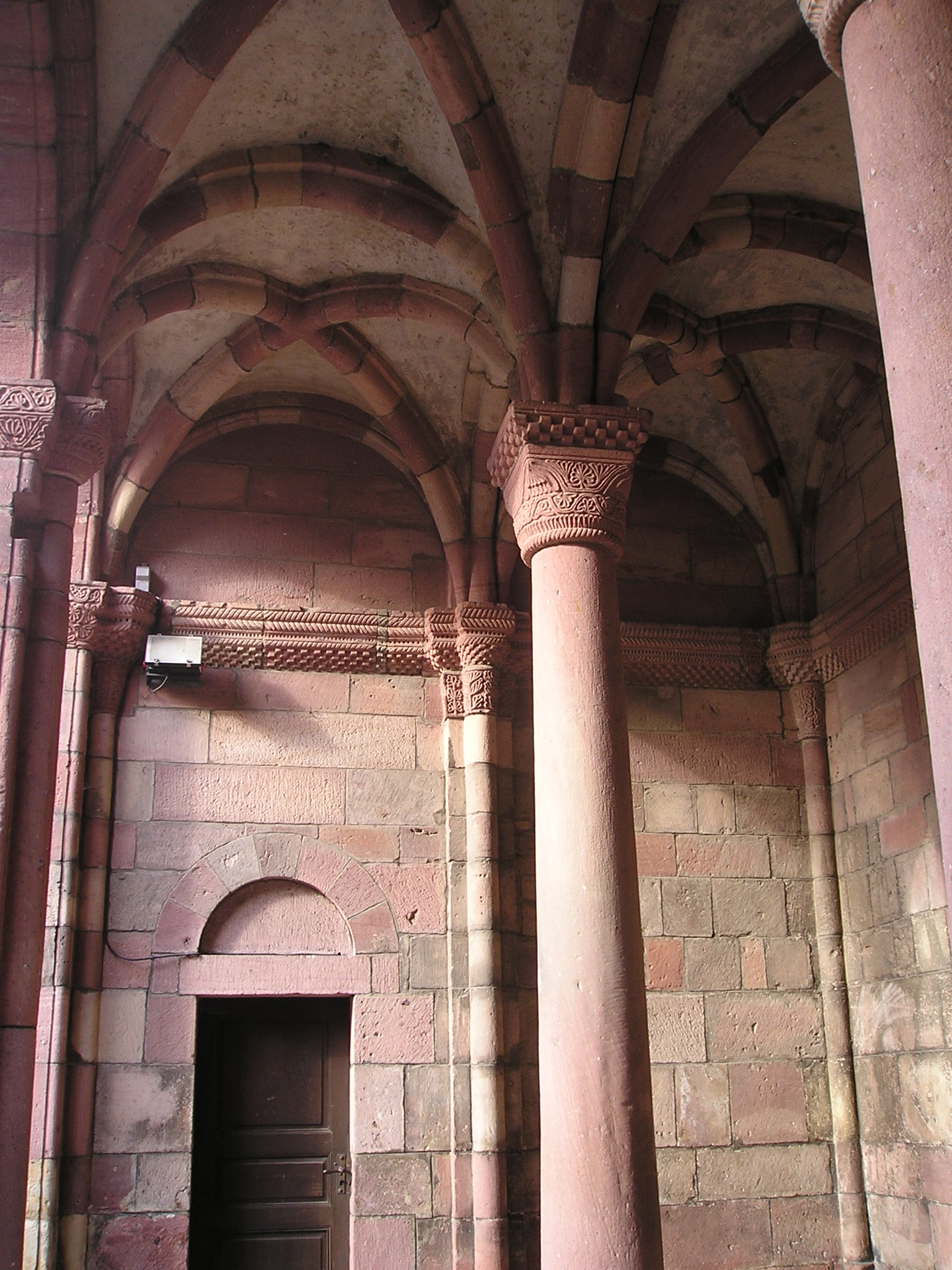
Säulen und Fries in der Vorhalle

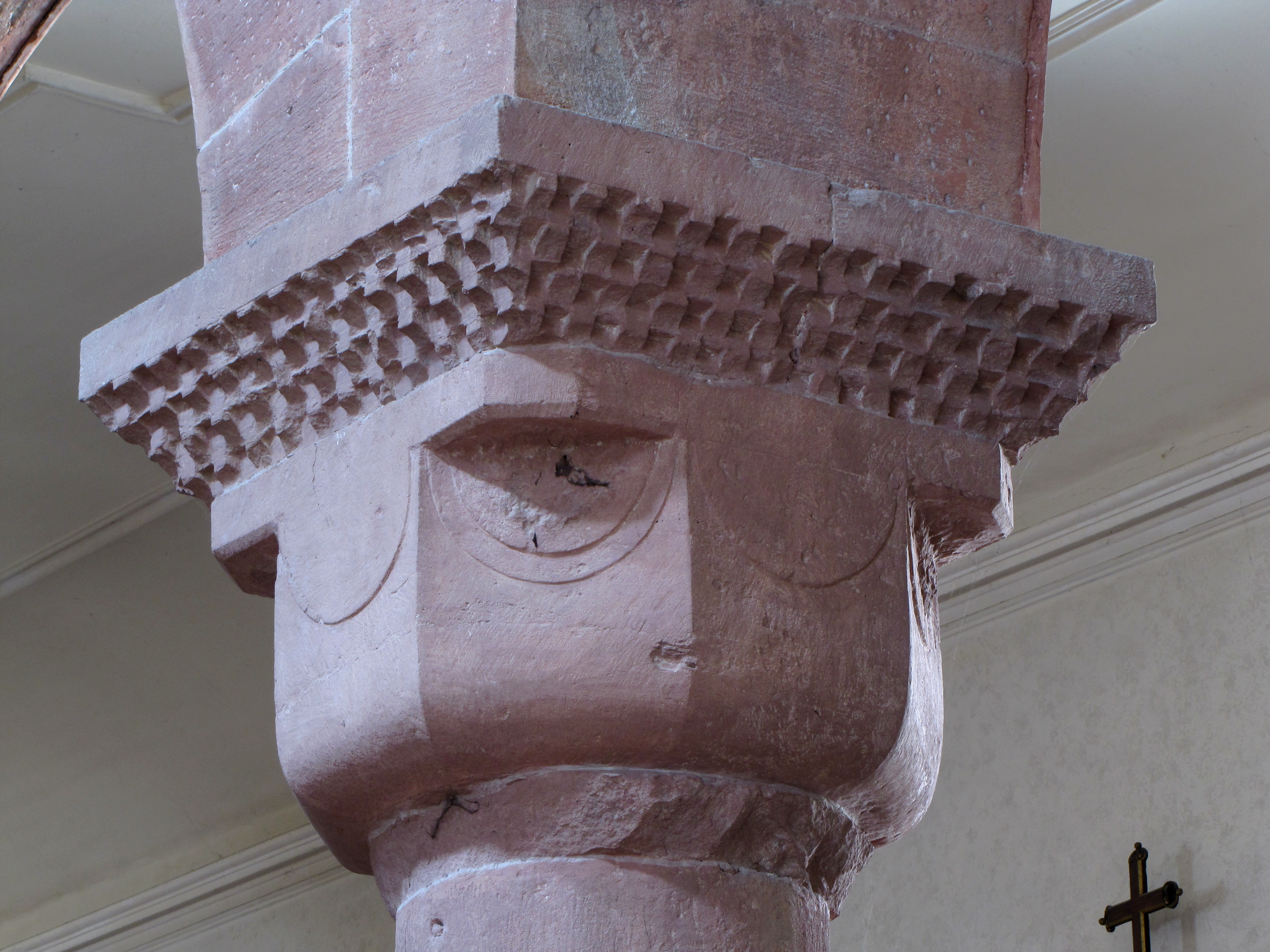
Kapitell romanisch mit Klötzchenfries

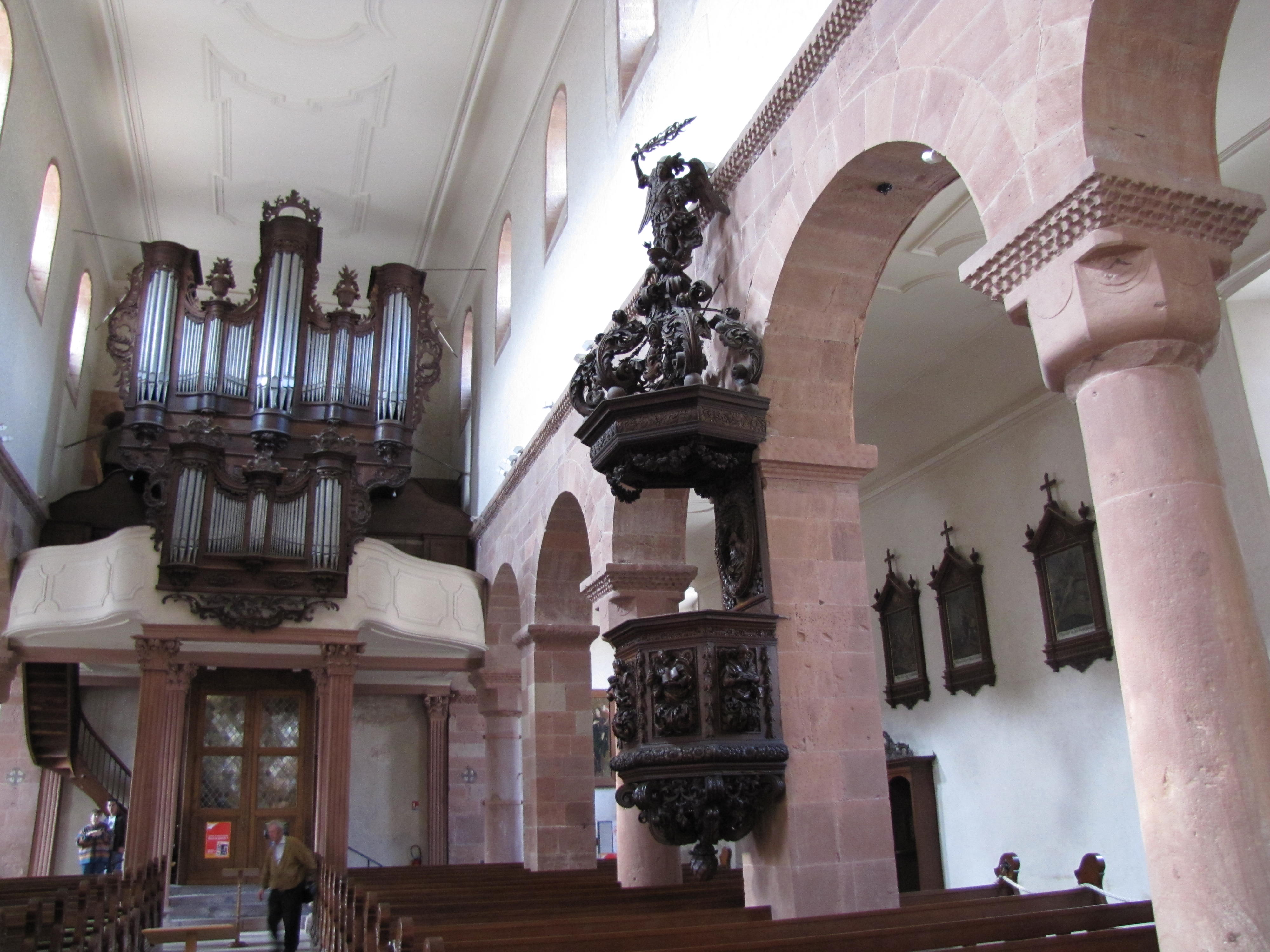
Innenansicht nach Westen

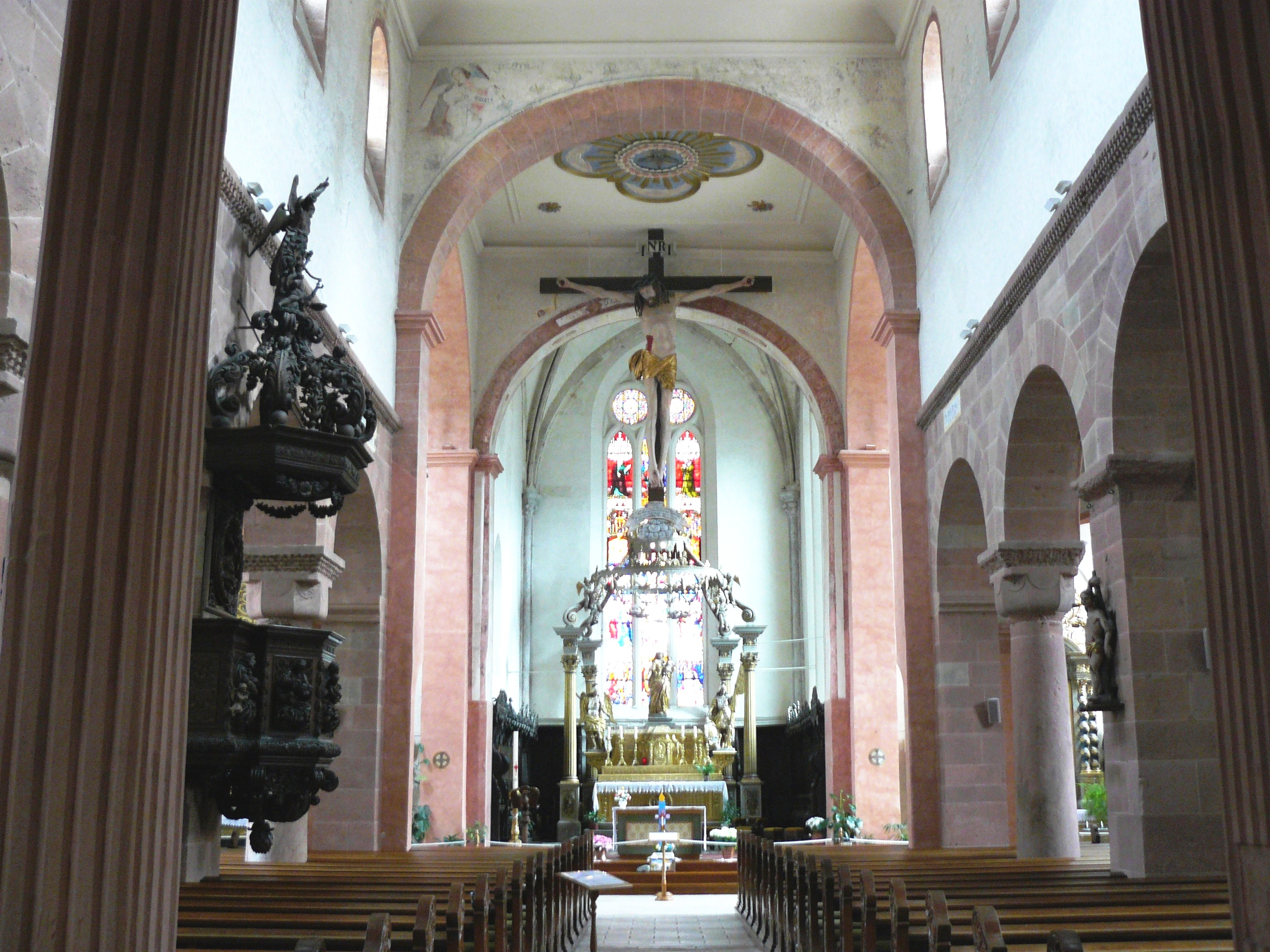
Innenansicht nach Osten

Die Stiftskirche Lautenbach (Collégiale Saint-Michel et Saint-Gangolphe, heute: Église paroissiale Saint-Jean-Baptiste) ist ein bedeutender Sakralbau der Romanik in Lautenbach im Elsass (Departement Haut-Rhin). Sie stellt eine wichtige Etappe an der Romanischen Straße dar und ist als historisches Denkmal (Monument historique) klassifiziert.

## Geschichte des Klosters und Stifts
Die Gründung des Benediktinerklosters Lautenbach reicht ins 8. Jahrhundert zurück, als irische Mönche aus dem Kloster Honau bei Straßburg im Blumental ansiedelten. Ein bedeutender Mönch und Propst dieses Klosters war der Philosoph Manegold von Lautenbach, der sich im Investiturstreit auf die Seite des Papstes stellte, woraufhin um 1080 kaiserliche Truppen das Kloster und seine Kirche zerstörten.
Dem Benediktinerkloster folgte ein Augustiner-Chorherrenstift, das sich in der ersten Hälfte des 12. Jahrhunderts unter dem Patrozinium der heiligen Michael und Gangolf eine Stiftskirche errichtete, nachdem es unter der Vogtei von Werner von Habsburg zur Blüte gekommen war. Hierbei wurden Teile eines Vorgängerbaues wiederverwendet. Das über Jahrhunderte hin mächtige Stift wurde während der Französischen Revolution aufgehoben. Heute wird die ehemalige Stiftskirche als Pfarrkirche mit dem Patrozinium Saint-Jean-Baptiste (Johannes der Täufer) genutzt.

## Romanische und gotische Bauteile der Stiftskirche
Ihre bedeutende Stellung in der Kunstgeschichte hat die Stiftskirche Lautenbach in erster Linie durch die gut erhaltene Vorhalle innerhalb des Westwerks, „Paradies“ genannt. Es handelt sich um eine dreischiffige Halle mit zwei Jochen, errichtet 1145 bis 1155, die sich durch schlanke Säulen und einen Fries auszeichnet. Der Fries um das Hauptportal zeigt linkerhand Szenen des Ehebruchs und rechterhand das Laster und seine Folgen. In der südwestlichen Ecke befinden sich zwei Erwählte im Paradies. Das Tympanon, das die Stiftspatrone Michael und Gangolf (Märtyrer der Ehetreue) und zwischen ihnen Christus in der Mandorla zeigte, wurde in der Französischen Revolution zerstört.
Über der Vorhalle befindet sich eine – für Besucher nicht zugängliche – Michaelskapelle, die früher gewölbt war und zum Langhaus Öffnungen aufwies.
Die ältesten Bauteile der Kirche aus dem Ende des 11. Jahrhunderts (1080–1100) sind die Außenmauern der Seitenschiffe, die außen noch vereinzelt Skulpturenschmuck des Vorgängerbaus sowie eine reliefgeschmückte (u. a. Davids Kampf mit dem Löwen?) Tür auf der Südseite aufweisen.
Auch das Querhaus, 1130 bis 1140 errichtet, ist älter als das Westwerk; an der östlichen Außenwand des südlichen Querhauses sind Spuren einer romanischen Apsis vorhanden. Ein Wasserspeier mit Judenhut ist beschriftet mit „Ich bin Vivilin“. Die Apsis des nördlichen Querhauses wurde in der Gotik durch eine Sakristei mit Kreuzrippengewölbe ersetzt. Auch der Chor stammt aus der Frühgotik (um 1235) und ersetzte einen romanischen Chor.

## Ausstattung
Frühest erhaltene Kunstwerke stammen aus dem 15. Jahrhundert, unter anderem das große Triumphkreuz von 1491 am Chorbogen und eine Madonna. Grabplatten von Chorherren gehören dem 15. bis zum 17. Jahrhundert an. Altäre, Kanzel und Orgel sind Barockschöpfungen. Das figurengeschmückte Chorgestühl stammt im Wesentlichen aus der Mitte des 15. Jahrhunderts.

### Orgel
Die Orgel wurde 1772 von dem Orgelbauer Johann Peter Toussaint mit 41 Registern erbaut. Das Instrument wurde im 19. Jahrhundert mehrfach geringfügig verändert und 1929 dann nachhaltig, als Alfred Berger unter anderem das ursprüngliche Echowerk gegen ein Récit austauschte. Die Orgel hat heute 38 Register auf drei Manualen und Pedal. Die Trakturen sind elektro-pneumatisch. – Die Orgel ist als historisches Denkmal (Monument Historique) klassifiziert. Sie ist aufgeführt in der Base Palissy, einer Datenbank über bewegliche Denkmale des französischen Kulturministeriums.

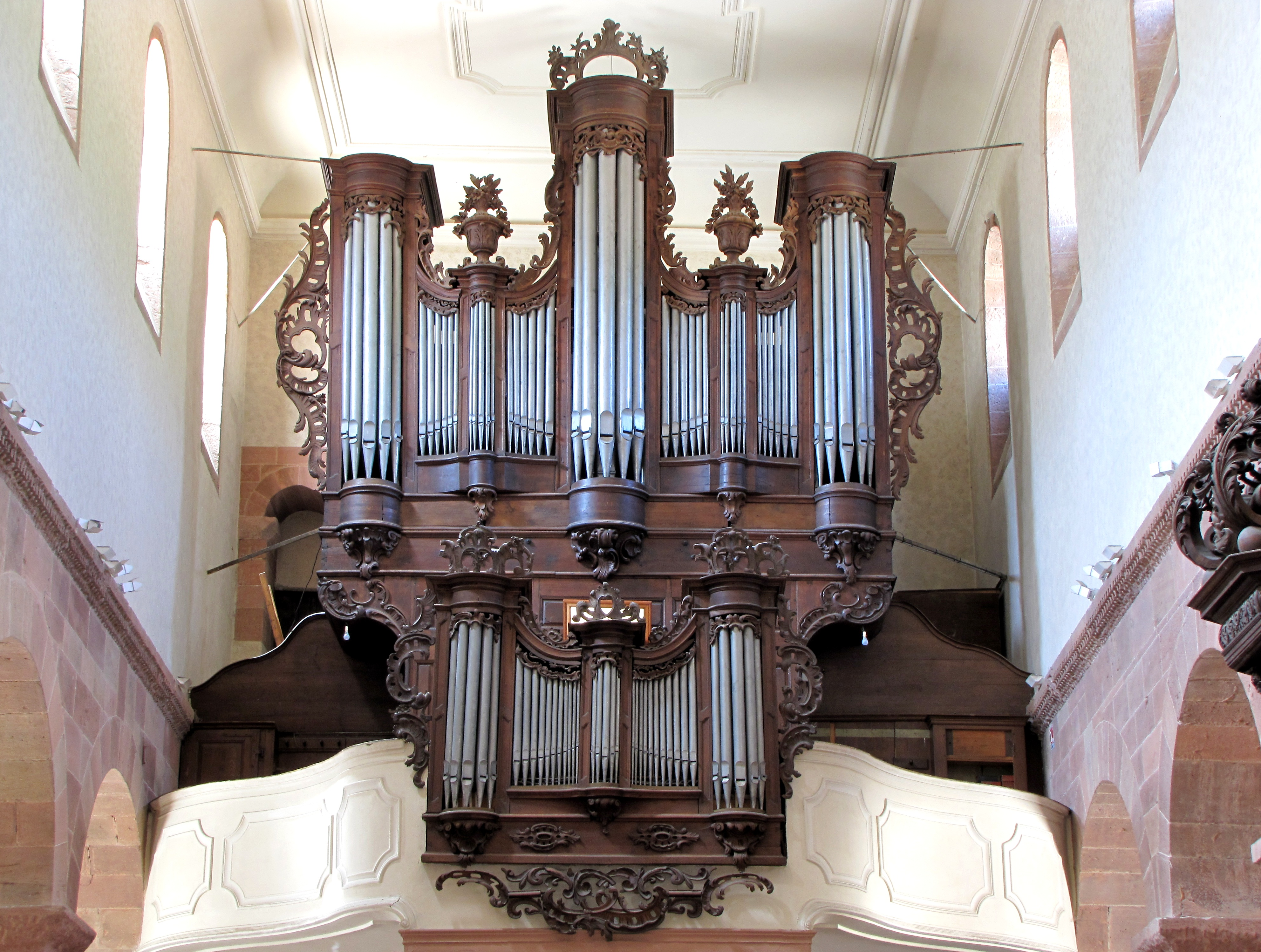
Orgel der Stiftskirche

| I Récit expressif C–d3 |                    |       |
| 1.                     | Montre-viole       | 8′    |
| 2.                     | Flûte majeure      | 8′    |
| 3.                     | Dolce              | 8′    |
| 4.                     | Voix céleste       | 8′    |
| 5.                     | Prestant           | 4′    |
| 6.                     | Doublette          | 2′    |
| 7.                     | Mixture-cornet III | 2 ⁄3′ |
| 8.                     | Basson/Hautbois    | 8′    |

| II Grand Orgue C–cis3 |                |        |
| 9.                    | Montre         | 8′     |
| 10.                   | Flûte          | 8′     |
| 11.                   | Bourdon        | 8′     |
| 12.                   | Gambe          | 8′     |
| 13.                   | Prestant       | 4′     |
| 14.                   | Flûte          | 4′     |
| 15.                   | Nasard         | 2 ⁄3′  |
| 16.                   | Doublette      | 2′     |
| 17.                   | Tierce         | 1 3⁄5′ |
| 18.                   | Larigot        | 1 ⁄3′  |
| 19.                   | Fourniture III |        |
| 20.                   | Sifflet        | 1′     |
| 21.                   | Cornet V       |        |
| 22.                   | Trompette      | 8′     |
| 23.                   | Clairon        | 4′     |
| 24.                   | Voix humaine   | 8′     |

| III Positif de Dos C–d3 |                |       |
| 25.                     | Bourdon        | 8′    |
| 26.                     | Salicional     | 8′    |
| 27.                     | Prestant       | 4′    |
| 28.                     | Flûte          | 4′    |
| 29.                     | Nasard         | 2 ⁄3′ |
| 30.                     | Doublette      | 2′    |
| 31.                     | Cornet III (D) |       |
| 32.                     | Fourniture III | 1′    |
| 33.                     | Cromorne       | 8′    |

| Pédale C–d1 |             |     |
| 34.         | Contrebasse | 16′ |
| 35.         | Bourdon     | 16′ |
| 36.         | Flûte       | 8′  |
| 37.         | Flûte       | 4′  |
| 38.         | Bombarde    | 16′ |

- Koppeln: I/II, III/II, II/P